# 阿拉梅金区
42°52′N 74°40′E / 42.867°N 74.667°E
阿拉梅金区，另译阿拉穆丹区、阿拉姆东区，是吉尔吉斯斯坦北部州份楚河州的一个区。该区面积为1,503平方（580平方英里），2009年人口为148,032人。首府位于列别季诺夫卡。该区环绕比什凯克市，但在行政区划上不相关联。